# 岩立沙穗
岩立沙穗（岩立 沙穂，1994年10月4日—）是日本偶像藝人，為女子偶像團體AKB48成員，神奈川縣出身，所屬經紀公司為TRUSTAR。

## 简介
岩立沙穗从小就很喜欢偶像，对偶像的憧憬非常强烈。小学一年级时随母亲观看音乐剧，之后便很憧憬舞台。参加过多个不同的甄选会，但报名AKB48甄选时母亲希望她专心考试而反对。然而岩立沙穗仍然擅自报名了AKB48第11期与第12期研究生甄选审查，不过都落选。她决定在考试前最后尝试一次，报名了AKB48第13期研究生的甄选审查，结果合格。从此步入演艺界。
经常看不同偶像的影片，不会只局限於AKB48。自称会尝试去模仿各种偶像演唱会中觉得可爱或赞赏的元素，但她在《AKBINGO!》節目上經常裝可愛的表現令西野未姫感不滿，並在其中一集中提出決議要求「岩立不要再裝可愛」，惟贊成者只有6名，不敵反對派的9名，西野的決議未能通過。
岩立有吃蚱蜢的習慣。2013年在她還是研究生的時候，有一次其母親為了在大學入學試前給予鼓勵，故為她預備了盛有數隻炸蚱蜢的便當，令不少成員感到驚奇，但也被稱為來自母親的「愛情便當」。
2015年3月20日，岩立從短期大學畢業。
原Team B隊長高橋朱里於2019年5月2日舉辦的畢業公演上，指名岩立接任隊長。於2019年5月17日舉辦的劇場公演则是她上任后的首场公演。
柏木由紀於2024年4月30日從AKB48畢業後，岩立取而代之成為AKB48最年長的成員。
齊藤真木子於2024年12月31日從SKE48畢業後，岩立取而代之成為AKB48集團最年長的成員。

## 演艺生涯
- 2011年9月24日，在AKB48第13期研究生最终甄选审查中合格，成为研究生一员。
- 2011年12月8日，在AKB48剧场六周年纪念公演中首次登场演出。
- 2013年8月24日，在AKB48・2013盛夏的巨蛋巡回～还有许多、不得不做的事情～（AKB48・2013真夏のドームツアー～まだまだ、やらなきゃいけないことがある～）演唱会上，AKB48剧场支配人户贺崎智信宣布15名研究生升格，组成新Team 4。岩立沙穗升格为刚结成的新Team 4的成员。
- 2014年6月8日，岩立在AKB48第37張單曲選拔總選舉中獲得11,873票，排行第66名成為「Upcoming Girls」，並在台上於觀眾一同大聲呼喊自我介紹台詞[6]。
- 2022年4月，因AKB48隊伍重編，所屬隊伍從Team B轉移至Team A，由淺井七海接任Team B隊長。
- 2023年6月12日，宣佈移籍至事務所TRUSTAR（日语：TRUSTAR）[7]。

## 参与歌曲

### 单曲CD
AKB48名義
|      | 發行日期       | 單曲名稱             | 參與歌曲名稱           | 名義                    | 收錄於 | MV | 備註       |
| ---- | -------------- | -------------------- | ---------------------- | ----------------------- | ------ | -- | ---------- |
| 27th | 2012年08月29日 | 格子花纹             | 那一天的風鈴           | Waiting Girls           | 劇場盤 |    | 出道作品   |
| 28th | 2012年10月31日 | UZA                  | 朝向大人之路           | AKB研究生               | 劇場盤 |    |            |
| 29th | 2012年12月05日 | 永远的压力           | 我們的Reason           |                         | 劇場盤 |    |            |
| 30th | 2013年02月20日 | So long!             | 强大的花               | AKB研究生               | 劇場盤 |    |            |
| 31st | 2013年05月22日 | 再见自由式           | LOVE修行               | AKB研究生               | 劇場盤 |    |            |
| 32nd | 2013年08月21日 | 恋爱幸运饼干         | 晴空咖啡               | AKB研究生               | 劇場盤 |    |            |
| 33rd | 2013年10月30日 | 真心电流             | 清纯哲学               | Team 4                  | Type-4 | ★  |            |
| 34th | 2013年12月11日 | 倘若在梧桐树什么的   | Mosh&Dive              | Team 4                  | 全版本 | ★  |            |
| 35th | 2014年02月26日 | 只能向前             | KONJO                  | Talking Chimpanzees     | Type-C | ★  |            |
| 36th | 2014年05月21日 | 拉布拉多寻回犬       | 芳心逃脱游戏           | Team 4                  | Type-4 | ★  |            |
| 37th | 2014年08月27日 | 心意告示牌           | 直到口香糖沒了味道為止 | Upcoming Girls          | Type-C | ★  |            |
| 38th | 2014年11月26日 | 希望無限             | Ambulance              | 百合組                  | Type-B | ★  |            |
| 38th | 2014年11月26日 | 希望無限             | 睜大雙眼的初吻         | Team 4                  | Type-D | ★  |            |
| 38th | 2014年11月26日 | 希望無限             | Reborn                 | Team Surprise           | 劇場盤 | ★  |            |
| 42nd | 2015年12月09日 | 紅唇Be My Baby       | 好像､有點､突然…        | Team 4                  | Type-D | ★  |            |
| 44th | 2016年06月01日 | 不需要翅膀           | 沈思者                 | Team 4                  | Type-B | ★  |            |
| 45th | 2016年08月31日 | LOVE TRIP/分享幸福   | 從看得見岸上的海邊     | Future Girls            | Type-C | ★  |            |
| 48th | 2017年05月31日 | 空有願望             | 當時的五百圓硬幣       |                         | Type-C | ★  |            |
| 49th | 2017年08月30日 | ＃就是喜歡你         | 不知所措猶豫不決       | Next Girls              | Type-A | ★  |            |
| 52nd | 2018年05月30日 | Teacher Teacher      | 你是我的風             | AKB48家族Center試驗選拔 | 全版本 | ★  |            |
| 52nd | 2018年05月30日 | Teacher Teacher      | 新鐘聲                 | Team B                  | Type-C | ★  |            |
| 53rd | 2018年09月19日 | 感傷列車             | 涼鞋成就不了的愛情     | Under Girls             | 全版本 | ★  |            |
| 54th | 2018年11月28日 | NO WAY MAN           | 一下就被看穿真是對不起 | PRODUCE48選拔           | Type-A | ★  |            |
| 56th | 2019年9月18日  | 持續愛你             | 青春反始               | B面選拔                 | Type-B | ★  |            |
| 57th | 2020年3月18日  | 感謝失戀             | 直到再見面的那天       |                         | Type-A | ★  |            |
| 58th | 2021年9月29日  | 一切都成Rumor        | Black Jaguar           | First Generation        | 劇場盤 |    |            |
| 59th | 2022年5月18日  | 是前男友             | 懦弱的樹懶             | Team A                  | Type-A |    |            |
| 60th | 2022年10月19日 | 久違的Lip Gloss      | Sugar night            | SHOWROOM選拔            | 全版本 | ★  |            |
| 61st | 2023年4月26日  | 無論如何都喜歡你     | 裝睡                   | 料理選拔-甜點部         | 全版本 | ★  |            |
| 62nd | 2023年9月27日  | 如果不是偶像的話     | 你還記得我嗎           | 2nd Campus              | Type-C |    | 擔任Center |
| 63rd | 2024年3月13日  | 美瞳Wink             | 瞄準獅子!              | Universe Girls          | 劇場盤 |    | 擔任Center |
| 64th | 2024年7月17日  | 戀愛卡住了           | 同情心                 | 3rd Campus              | 劇場盤 |    |            |
| 65th | 2025年4月2日   | 意想不到的Confession | 櫻花花瓣2025           |                         | 全版本 |    |            |
| 65th | 2025年4月2日   | 意想不到的Confession | 不需要時光機           | Universe Girls          | 劇場盤 |    |            |
| 66th | 2025年8月13日  | Oh my pumpkin!       | 意志之樹               | Under Girls             | 全版本 |    |            |

### 腳註
1. ↑  . RealSound. 2014-05-28  [2014-06-13]. （原始内容存档于2019-11-29）.
2. ↑  . 卡卡洛普. 2013-04-12  [2014-06-13]. （原始内容存档于2014-07-14）.
3. 1 2  . Techinsight. 2013-04-06  [2014-06-13].[永久]
4. ↑  . アメーバニュース. 2013-05-28  [2014-06-13]. （原始内容存档于2014-07-14）.
5. ↑  . ENCOUNT (Creative2). 2024-05-06  [2024-05-06]. （原始内容存档于2024-10-07）.
6. ↑  .   [2014-06-13]. （原始内容存档于2019-08-19）.
7. ↑  . ドワンゴジェイピーnews. 2023-06-12  [2023-06-12]. （原始内容存档于2023-06-13）.

### 書目
- 《De View》，2013年11月，《岩立x茂木 特别访谈》

## 外部連結
- AKB48官網個人介紹頁 （页面存档备份，存于） （日語）
- 岩立沙穗的Ameba部落格（日語） （日語）
- 岩立 沙穗的X（前Twitter） （日語）
- 岩立沙穗 Saho Iwatate的Instagram帳戶 （日語）
- 岩立 沙穗（AKB48 Team B）的SHOWROOM專頁 （日語）
- 岩立 沙穗 （页面存档备份，存于）的755帳戶 （日語）
- AKB48岩立沙穗 （页面存档备份，存于） - 微博 （简体中文）